# Westrozebeke
Westrozebeke is een dorp in de Belgische provincie West-Vlaanderen en een deelgemeente van Staden. Het was een zelfstandige gemeente tot aan de gemeentelijke herindeling van 1977. Westrozebeke ligt op ongeveer 10 kilometer van de stad Roeselare. Het dorp ligt op de heuvelrug Passendale-Esen, en ten zuiden van de dorpskern reikt het uitzicht op sommige plaatsen tot Ieper en zelfs tot het West-Vlaams Heuvelland, 30 km verder. Door de plaatselijke bevolking wordt van Rozebeke gesproken.

## Toponymie
Door de eeuwen heen vindt men de volgende schrijfwijze en betekenis van de naam terug: in 1066 Rosebeca, in 1187 Rosbeka, in 1200 Rousebeke, in 1290 Rosebeke, in 1652 West-Rousebeque, in 1818 West-Roosebeke, in 1828 Westrosebeke, in 1877 Westroosebeke en in 1915 Westrozebeke. Rozebeke betekent beek met riet. "Roze" is verwant met de "Roes" in Roeselare. Het voorvoegsel "West" werd toegevoegd om het onderscheid te maken met het dorp Oostrozebeke.

## Geschiedenis
De parochie Westrozebeke ontstond rond 950 en is daarmee de oudste parochie van Staden. In 1066 werd de nederzetting reeds vermeld als Rosebeca (Rozebeke). Evenals een groot deel van Staden, was Westrozebeke afhankelijk van de Heren van Staden. De kerk van Westrozebeke werd in de 13e en 14e eeuw in gotische stijl verbouwd en vergroot.
Westrozebeke is vooral bekend omdat hier (in de buurt van de Goudberg, tussen Westrozebeke en Passendale) op 27 november 1382 de Slag bij Westrozebeke plaatsvond waarbij de Vlamingen onder Filips van Artevelde (zoon van Jacob van Artevelde, wiens standbeeld op de Vrijdagmarkt in Gent te zien is) door een Frans leger verpletterend werden verslagen. Hieraan wordt men nog herinnerd door Corneillies monument op het dorpsplein.
Na de slag werd Westrozebeke een bedevaartsoord omdat, volgens de legende, een rode draad rond de gemeente haar inwoners tegen het oorlogsgeweld had beschermd. Deze draad was op zeven plaatsen bevestigd, waarnaar tegenwoordig nog de zeven kapelletjes aan de Ommegang verwijzen. Sinds deze veldslag wordt Onze-Lieve-Vrouw van Westrozebeke bijzonder vereerd.
Dat belette niet dat de vijandelijkheden tijdens de Eerste Wereldoorlog Westrozebeke volledig van de kaart veegden. Ook de kerk werd geheel vernield. Van dit oorlogsverleden getuigt nog het monument voor Luitenant Juul De Winde, die sneuvelde bij de bevrijding van Westrozebeke.
De plaats werd in de jaren '20 van de 20e eeuw wederopgebouwd. Ook de Sint-Bavokerk is tamelijk recent. Binnen hangt er aan de muur een ex voto van de zinkende ferry "Sussex". Dit schip voer in 1916 van Folkestone naar Dieppe en werd getorpedeerd. De meevarende Westrozebekenaars baden tot Onze-Lieve-Vrouw en bleven gespaard. Ondanks dit tweede mirakel werd bij het debat over een basiliek niet gekozen voor Westrozebeke, maar voor het nabijgelegen Dadizele.

## Demografische ontwikkeling
- Bronnen:NIS, Opm:1831 tot en met 1970=volkstellingen; 1976 = inwoneraantal op 31 december

## Bezienswaardigheden
- De Sint-Bavokerk

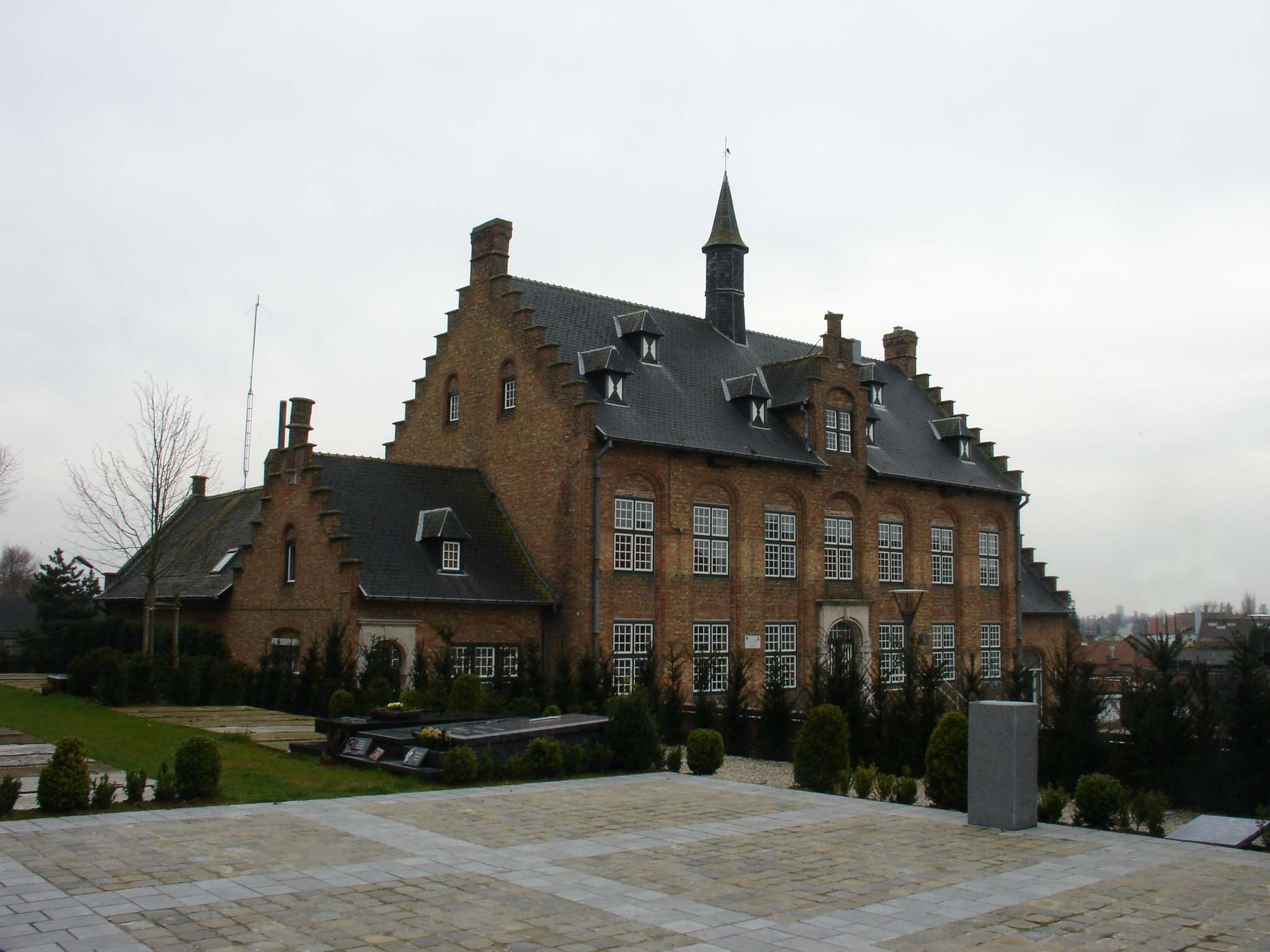
Oud gemeentehuis

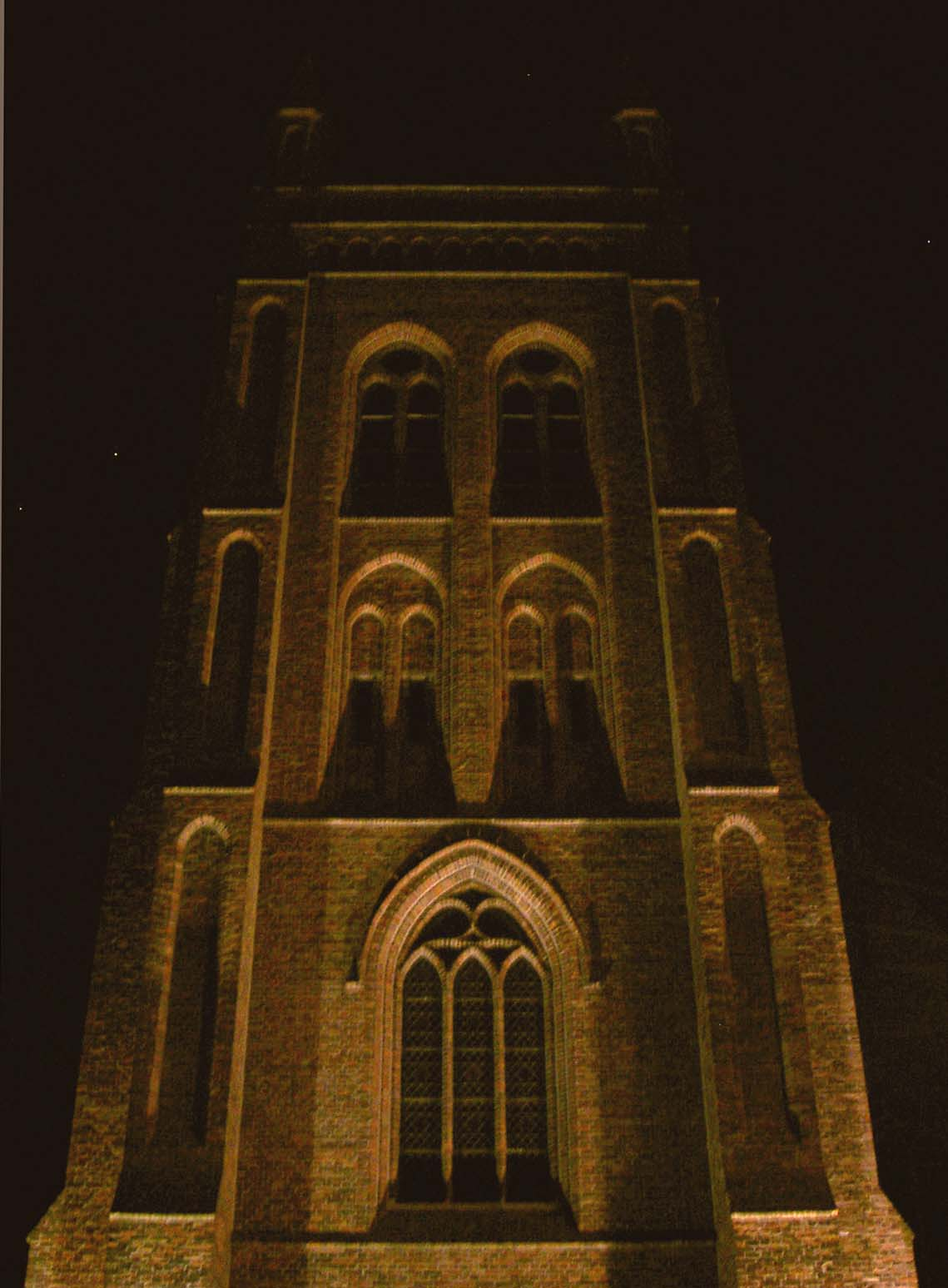
Sint-Bavokerk

- Het voormalig gemeentehuis van 1921
- De ommegang van zeven kapelletjes rond het dorpscentrum
- Oorlogsmonument voor dichter en Luitenant Juul De Winde naar een ontwerp van Karel Aubroeck
- Gedenkteken voor Filips van Artevelde, door Frans Corneillie, 1982.

## Natuur en landschap
Westrozebeke ligt in Zandlemig Vlaanderen en de kom bevindt zich op de Midden-West-Vlaamse Heuvelrug welke uit getuigenheuvels bestaat. Het hoogste punt is de Zeugeberg (50 meter) iets ten zuiden van het dorp. Verder is er de Tiendenberg.
Het dorp ligt in een bosarme streek, maar er is sprake van enkele kleinere bossen, zoals het Vijverbos, ongeveer 10 hectare groot, wat door de Vlaamse Gemeenschap werd aangekocht en opengesteld voor het publiek. Ook het Polderbos werd uitgebreid. De Keuneleute is een hellingbos ten noorden van de dorpskom. Ten slotte is er, vlak bij de dorpskom, een geboortebos. Het initiatief kwam van de plaatselijke gezinsbond in samenwerking met de gemeente en zorgde zo voor groen in de ommegang.

## Economie
In de 19e eeuw speelde de varkenshouderij een belangrijke rol. In 1898 werd de brouwerij Lowie opgericht. Na vernietiging tijdens de Eerste Wereldoorlog werd de brouwerij herbouwd in 1920. Tijdens de Tweede Wereldoorlog stopte de productie, maar tot 1973 werden de gebouwen nog als opslagplaats voor dranken gebruikt.
Tegenwoordig zijn de voornaamste economische activiteiten hier de land- en tuinbouw, waarbij ook tuinbouwkassen aanwezig zijn.
De hoofdzetel van het beursgenoteerde PinguinLutosa, gespecialiseerd in diepvriesgroenten, bevindt zich in Westrozebeke. In 1966 werd ook de exportslachterij Westvlees opgericht.

## Recreatie
Er zijn verschillende knooppunten van een fietsroutenetwerk (dat doorloopt tot in Oost-Vlaanderen) en er zijn verschillende mountainbikeroutes in de landelijke, heuvelachtige streek.

## Bekende personen
- Willy Spillebeen (°1932), schrijver
- Johan Depoortere (°1944), reporter bij VRT
- Frans Corneillie, kunstenaar
- Pol De Poorter, muzikant bij onder meer Willem Vermandere

## Bekend persoon overleden te Westrozebeke
- Filips van Artevelde (°1382), lakenhandelaar en Ruwaard van Vlaanderen

## Nabijgelegen kernen
Sleihage, Oostnieuwkerke, Poelkapelle, Vijfwegen, Staden, Passendale